# Apolônides de Cós
Apolônides (português brasileiro) ou Apolónides (português europeu) foi um médico grego da ilha de Cós, que salvou a vida de Megabizo, quando este ficou gravemente ferido após a luta contra os filhos do conspirador Artapano.
Após a morte de Megabizo, sua viúva, Amitis, após ser curada de uma doença sem gravidade por Apolônides, tornou-se sua amante. Amitis contou o caso para sua mãe, Améstris, que contou ao rei, Artaxerxes I, filho de Améstris e irmão de Amitis. Artaxerxes deixou que Améstris escolhesse o castigo; Apolônides passou dois meses preso e, no dia em Amitis morreu, foi enterrado vivo.